# Touched with Fire
Touched with Fire (bra Tocados pelo Fogo) é um filme estadunidense de 2015, um drama romântico dirigido e escrito por Paul Dalio.
Estrelado por Katie Holmes, Luke Kirby, Christine Lahti, Griffin Dunne e Bruce Altman, estreou no South by Southwest em 15 de março de 2015.

## Elenco
- Katie Holmes - Carla
- Luke Kirby - Marco
- Christine Lahti - Sara
- Griffin Dunne - George
- Bruce Altman - Donald
- Alex Manette - Eddy
- Edward Gelbinovich - Nick Quadri
- Daniel Gerroll - Dr. Lyon
- Genevieve Adams - Susan
- Rob Leo Roy - Gary

## Recepção
No site agregador de críticas Rotten Tomatoes, 67% das 52 avaliações dos críticos são positivas.